# Silvie Friedmannová
Silvie Friedmannová (* 19. července 1978 Brno) je česká novinářka a moderátorka. Začínala v Českém rozhlase Brno, později pracovala v Redakci zpravodajství České televize v Brně a v Praze, do roku 2023 působila v redakci zpravodajského portálu Seznam Zprávy. Od listopadu téhož roku je součástí redakce Forbes Česko. Je spoluautorkou knihy Když se v zoo zhasne.

## Život a dílo
Po maturitě na Střední škole informačních a knihovnických služeb v Brně vystudovala v roce 2002 obor Český jazyk a literatura na Filozofické fakultě Masarykovy univerzity (FF MU) a Mediální studia a žurnalistika na Fakultě sociálních studií Masarykovy univerzity v Brně (FSS MU).
Nejprve pracovala v soukromém televizním studiu Fatem, později v Českém rozhlase Brno a od roku 2001 jako redaktorka a moderátorka v brněnském studiu České televize (ČT). Od roku 2004 působila v domácím zpravodajství České televize v Praze jako reportérka, moderátorka zpráv a editorka (TEP 24, Newsroom ČT24), moderovala zprávy v Dobrém ránu. Od roku 2017 pracuje v redakci Seznam Zprávy. Jako moderátorka se podílela na rozjezdu celoplošné televizní stanice Televize Seznam, 12. 1. 2018 moderovala historicky první zpravodajskou relaci této stanice. V Televizi Seznam působila jako moderátorka Večerních zpráv a publicisticko-zpravodajského pořadu Detail, moderovala také Víkendový rozhovor a Magazín Byznys. Nyní se věnuje ekonomickému zpravodajství v redakci Seznam Zprávy Byznys. V roce 2023 ukončila své působení v Seznam Zprávy a začala pracovat v redakci Forbes Česko.
V roce 2020 vyšla kniha Když se v zoo zhasne (Novináři vyprávějí pohádky), do které přispěla pohádkou Když se žirafa Mína bála sama usnout.

## Ocenění
- V roce 2012 získala za svou práci III. cenu zpracováním tématu Duchenova svalová dystrofie a vývoj dítěte (společně s Barborou Straňákovou a Terezou Stárkovou) a čestné uznání za téma Nemoc motýlích křídel, lupenka a ekzémy (společně s Barborou Straňákovou a Antonínem Šimůnkem) Vládního výboru pro zdravotně postižené občany v kategorii televizní publicistiky.[9]